# Бабінов Сергій Пантилимонович
Сергій Пантилимонович Бабінов (нар. 11 липня 1955, Челябінськ) — радянський хокеїст, захисник, олімпійський чемпіон з 1976 року. Заслужений майстер спорту СРСР з 1979 року.

## Біографія
Народився 11 липня 1955 року в місті Челябінську (тепер Росія). Впродовж 1972—1975 років грав у «Тракторі» (Челябінськ), у 1975—1977 роках — в «Крилах Рад» (Москва), у 1977—1986 роках — в ЦСКА (Москва). У збірній команді СРСР грав з 1975 по 1983 рік.
Грає в ХК «Легенди хокею СРСР». Є членом Правління і куратором конференції «Центр» Нічної Хокейної Ліги. 13 березня 2014 року призначений генеральним директором ДБУ ФСТ «Хокей Москви» Москомспорту.

## Спортивні досягнення
- Олімпійський чемпіон (1976);
- Чемпіон світу (1979, 1981—1983);
- Срібний (1976) і бронзовий (1977) призер чемпіонатів світу;
- Чемпіон Європи (1979, 1981—1983);
- Бронзовий призер чемпіонатів Європи (1976, 1977);
- Чемпіон СРСР (1978—1986);
- Володар Кубка Канади (1981);
- Бронзовий призер Кубка Канади (1976)[2].

У чемпіонатах світу та Європи, зимових Олімпійських іграх взяв участь у 53 матчах, забив 11 голів. У турнірах Кубка Канади провів 12 матчів.

## Нагороди
Нагороджений орденами «Знак Пошани» (1979), Дружби народів (1982).